# IKP
IKP wird vor allem in deutschsprachigen wissenschaftlichen Publikationen oft als Abkürzung für Italienische Kommunistische Partei verwendet. 

## Übersetzte Abkürzung desPartito Comunista Italiano (PCI)
IKP geht zurück auf die wörtliche Übersetzung des italienischen Parteinahmens Partito Comunista Italiano, kurz PCI. Ursprünglich (von 1921 bis 1943) verwendete die Partei die Bezeichnung Partito Comunista d’Italia, welche sprachlich korrekt mit Kommunistische Partei Italiens und dem Kürzel KPI übersetzt wird.
Der Partito Comunista Italiano (PCI) verwendete im deutschsprachigen Teil Italiens (Südtirol) nach 1945 jedoch selbst nicht das Kürzel IKP, sondern KPI, obwohl dies linguistisch nicht einer exakten Übersetzung des Parteinamens vom Italienischen ins Deutsche entsprach. Formal fügte sich das Kürzel KPI (mit der Länderbezeichnung im dritten Buchstaben) jedoch besser in den Kontext der Kürzel für andere kommunistische Parteien Europas ein (z. B. PCE und PCF).

## Bezeichnung für andere kommunistische Gruppierungen Italiens
1943 wurde in Norditalien auch die „Internationalistische Kommunistische Partei“ (Partito Comunista Internazionalista, abgekürzt „PCI“ oder auch, zur besseren Unterscheidung von der „offiziellen PCI“,  „PCInt“) gegründet, die hauptsächlich den antistalinistischen und orthodox-marxistischen Flügel um den ersten Parteivorsitzenden der KPI, Amadeo Bordiga, umfasste, der allerdings erst später, nach Kriegsende, zu dieser Partei stieß. Seit 1961, mit der Etablierung einer Sektion dieser Partei in Frankreich, wurde die Partei in Partito Comunista Internazionale umbenannt, zwischen 1973 und 1981 gab es auch eine deutsche Sektion namens „Internationale Kommunistische Partei“, die sich natürlich „IKP“ abkürzte.
Eine sich 1953 von der IKP abgespaltener Flügel um das Organ Battaglia Comunista und Onorato Damen nennt sich noch heute Partito Comunista Internationalista, diese wird in der Regel „PCInt“ abgekürzt.